# Sílvio Redinger
Silvio Redinger (Rio de Janeiro, c. 1939 — 14 de fevereiro de 2004) foi um cartunista e ilustrador brasileiro. Assinava-se Redi.

## Biografia
Já em 1958, com apenas 18 anos de idade, trabalhando na Bloch Editores, produzia a contracapa da revista Manchete Esportiva Publicou cartuns no Pasquim e na Última Hora. Fez diversos trabalhos na TV Globo. Também era ilustrador, tendo ilustrado o livro "Humor Judaico" de Moacir Scliar e o conhecido cardápio do La Mole. Foi o ilustrador mais prolífico do Gip-Gip Nheco Nheco, do Ivan Lessa. Estava radicado nos Estados Unidos desde os anos 80. Redi trabalhou no New York Times, assinando as duas únicas charges publicadas na capa do jornal desde a sua fundação.

## Prêmios
Foi recipiente da medalha de ouro do XV PRÊMIO COLUNISTAS NACIONAL de 1982, na categoria "Campanha de menos de 60 cm", "Serie Cartun".